# Platyprosterna antiqua
Platyprosterna antiqua är en fjärilsart som beskrevs av Dyar 1906. Platyprosterna antiqua ingår i släktet Platyprosterna och familjen snigelspinnare. Inga underarter finns listade i Catalogue of Life.